# Bernhard Spring
Bernhard Spring (* 4. November 1983 in Merseburg) ist ein deutscher Literaturwissenschaftler, Journalist und Schriftsteller.

## Leben
Aufgewachsen in Merseburg und Geusa, arbeitete Spring ab 2000 als freier Mitarbeiter für die Mitteldeutsche Zeitung und der Magdeburger Volksstimme. Parallel dazu veröffentlichte er zwischen 2001 und 2004 erste Erzählungen und Gedichte in Jahrbüchern des Friedrich-Bödecker-Kreises, allerdings ohne diesem anzugehören.
Von 2005 bis 2011 studierte Spring in Leipzig und Halle als Stipendiat der Studienstiftung des deutschen Volkes Germanistik und Geschichte. In dieser Zeit gründete Spring zwei studentische Literaturzeitungen, in denen er eigene Texte veröffentlichte, für die er aber auch ungewöhnliche Interviews führte. So sprach er beispielsweise mit Günter Grass während der Bundestagswahl 2009 auf einer Autofahrt durch die neuen Bundesländer. Der Interviewtext wurde auch im Ausland beachtet. 2008 erhielt er für seine Kurzgeschichte Mid Mariechn off der Schaukel erstmals den Literaturpreis des Landesheimatbundes Sachsen-Anhalt. In den darauffolgenden Jahren erhielt er noch zwei weitere Male diese Auszeichnung.
Zwischen 2012 und 2014 war Spring Promotionsstipendiat im Graduiertenförderungsprogramm des Landes Sachsen-Anhalt an der Martin-Luther-Universität Halle-Wittenberg und war dort parallel als Lehrbeauftragter für Literaturwissenschaft tätig. Seitdem arbeitet er als freier Journalist.